# Echenais annulifera
Echenais annulifera är en fjärilsart som beskrevs av Frederick DuCane Godman 1903. Echenais annulifera ingår i släktet Echenais och familjen Riodinidae. Inga underarter finns listade i Catalogue of Life.